# Małuszów (powiat jaworski)
Małuszów – wieś w Polsce położona w województwie dolnośląskim, w powiecie jaworskim, w gminie Męcinka, przy drodze krajowej nr 3.

## Podział administracyjny
W latach 1954–1959 wieś należała i była siedzibą władz gromady Małuszów, po jej zniesieniu w gromadzie Jawor, a w 1972 w gromadzie Godziszowa. W latach 1975–1998 miejscowość należała administracyjnie do województwa legnickiego.

## Wody
We wsi znajdują się dwa stawy.

## Nazwa
Nazwa miejscowości nie jest jednoznaczna. Według jednej z teorii pochodzi od imienia Małut i jest patronimiczna. Wieś wymieniona została w staropolskiej, zlatynizowanej formie Malut parvum, czyli Wieś Małuta w łacińskim dokumencie wydanym w 1202 roku wydanym we Wrocławiu przez kancelarię biskupa wrocławskiego Cypriana. W dokumencie z 1217 roku wydanym przez biskupa wrocławskiego Lorenza miejscowość wymieniona jest jako „Maluce”.
Z kolei według niemieckiego językoznawcy Heinricha Adamy’ego nazwa miejscowości pochodzi od polskiego określenia określającego niedużą wielkość - "mały". W swoim dziele o nazwach miejscowości na Śląsku wydanym w 1888 roku we Wrocławiu wymienia pierwotną nazwę jako Maluci podając jej znaczenie "Sehr kleiner Ort" czyli tłumacząc na język polski "bardzo mała miejscowość". Nazwa wsi została później fonetycznie zgermanizowana na Malitsch i utraciła swoje pierwotne znaczenie. Obie teorie nie są sprzeczne ponieważ imię zasadźcy mogło wywodzić się od słowa mały.
W kronice łacińskiej Liber fundationis episcopatus Vratislaviensis (pol. Księga uposażeń biskupstwa wrocławskiego) spisanej za czasów biskupa Henryka z Wierzbna w latach 1295–1305 miejscowość wymieniona jest w zlatynizowanej formie Malutz.

## Historia
Pierwsza wzmianka o miejscowości pojawiła się w 1202 roku.
W XVII wieku miejscowość należała do rodu Stoszów, o czym świadczy m.in. nagrobek z 1676 roku.

## Zabytki
Do wojewódzkiego rejestru zabytków wpisane są obiekty:
- kościół parafialny pw. Narodzenia NMP, z XIV-XVIII w.
- plebania (nr 14), z końca XVIII w., przebudowana w XX w.
- kościół ewangelicki, obecnie rzymskokatolicki pw. św. Józefa Oblubieńca, z 1863 r.
- zespół pałacowy z XVII-XIX w. składający się z pałacu i parku

## Galeria

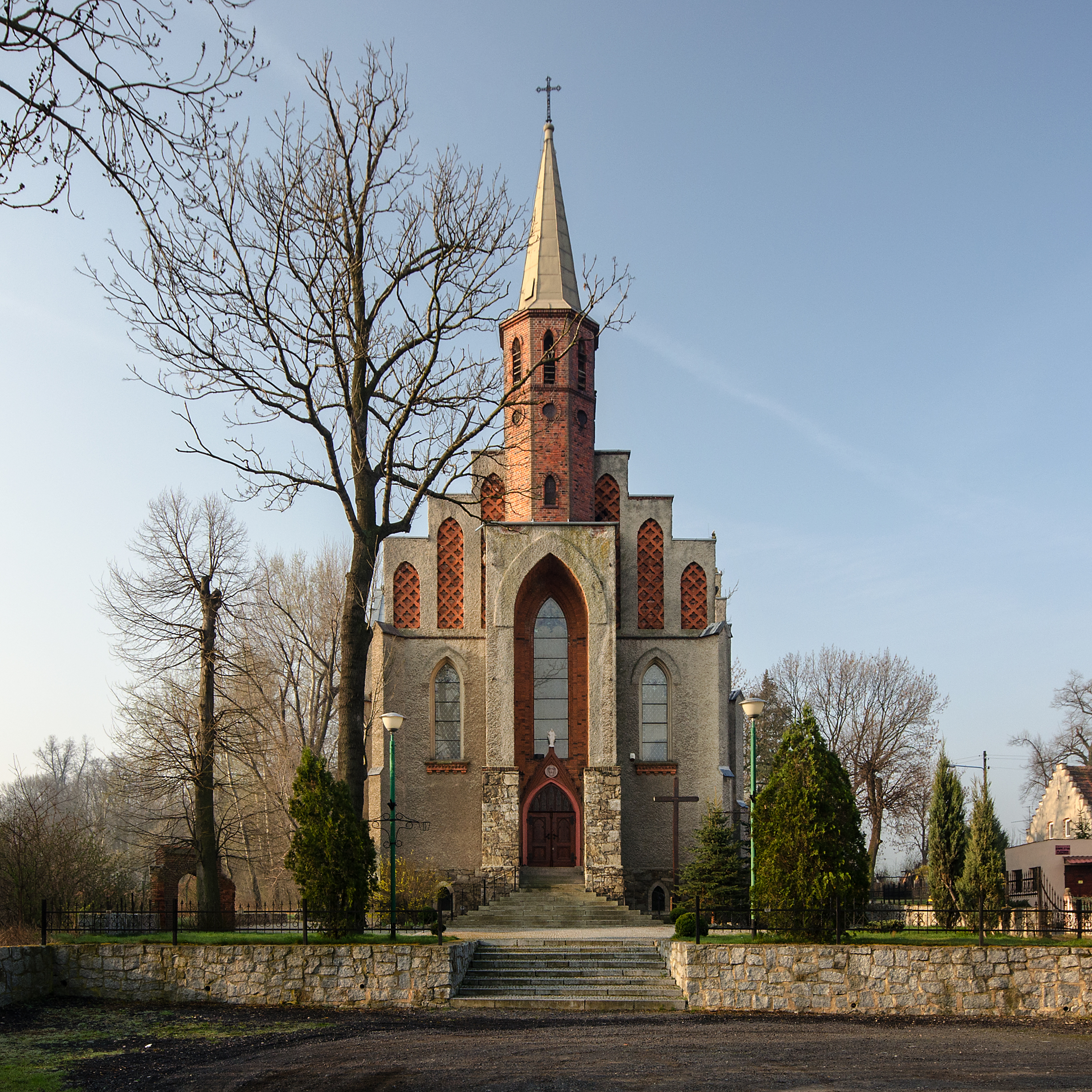
Kościół św. Józefa Oblubieńca
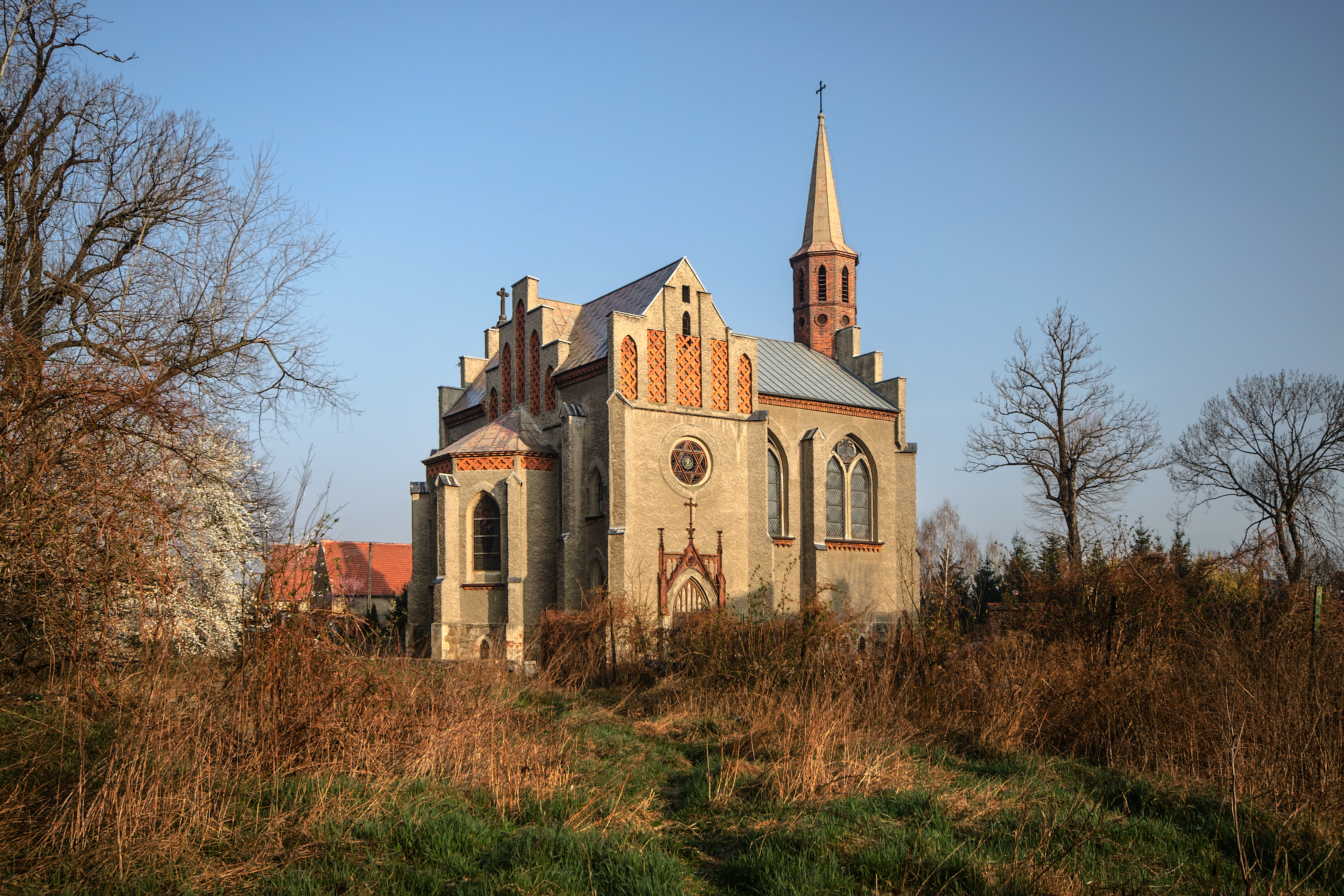
Kościół św. Józefa Oblubieńca
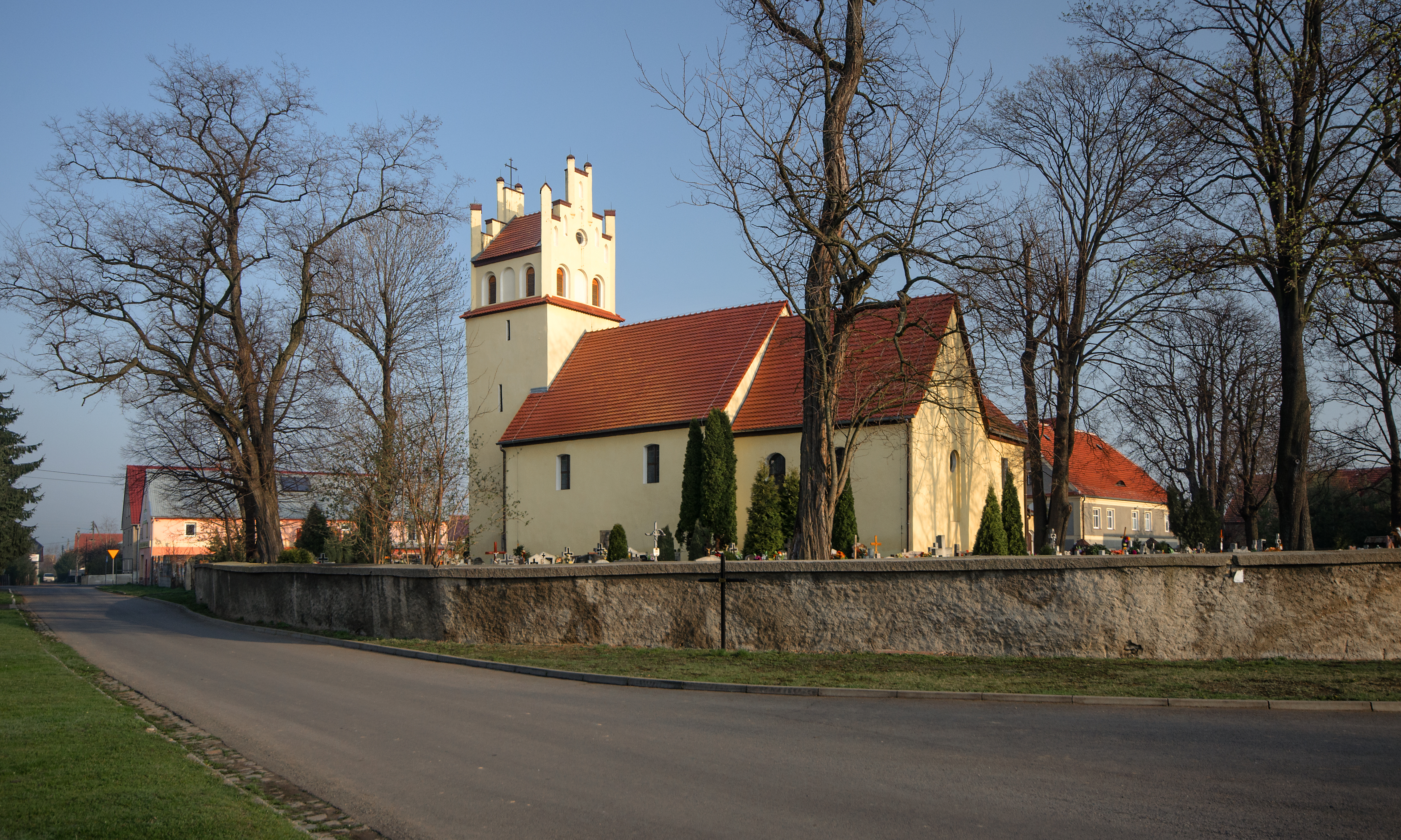
Kościół Narodzenia NMP
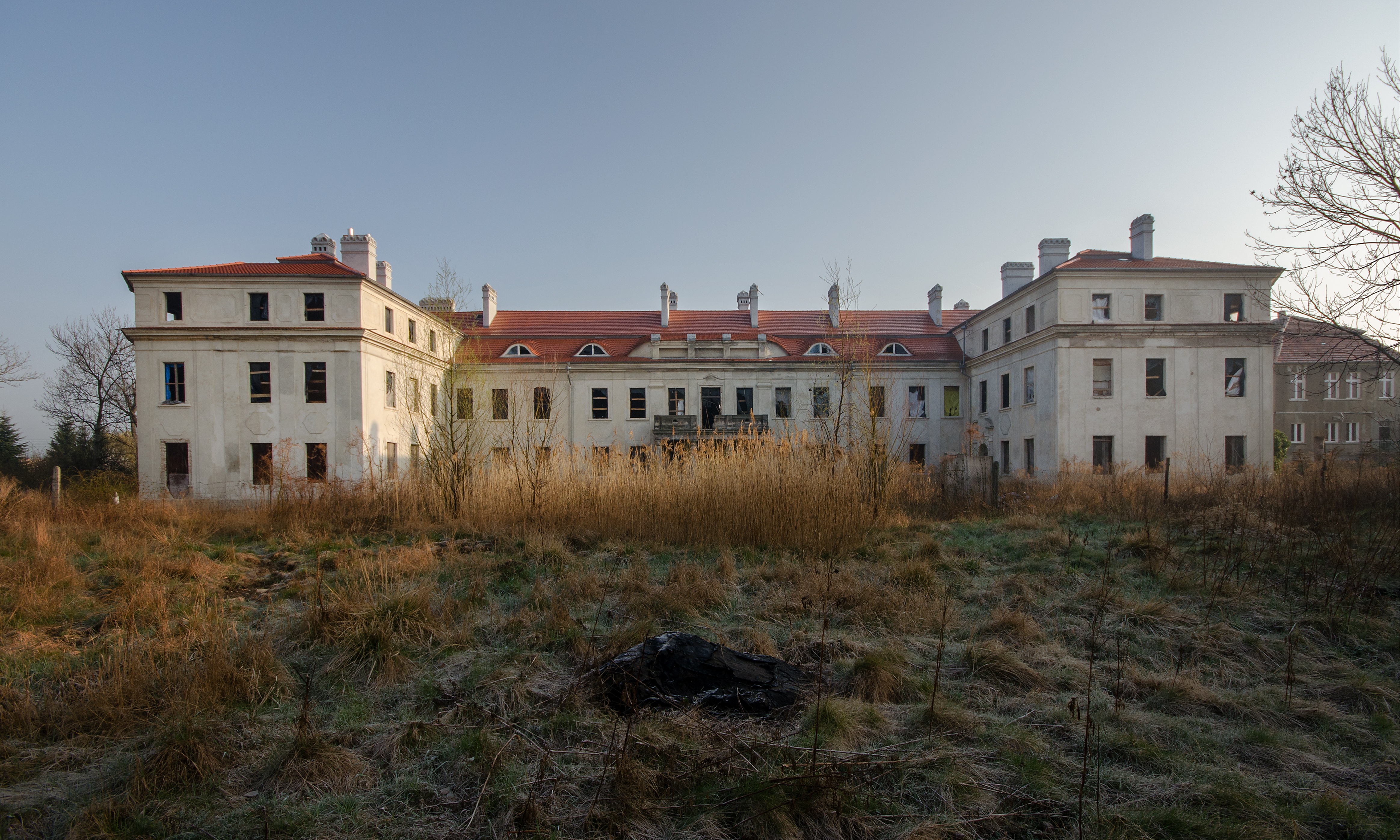
Pałac w Małuszowie
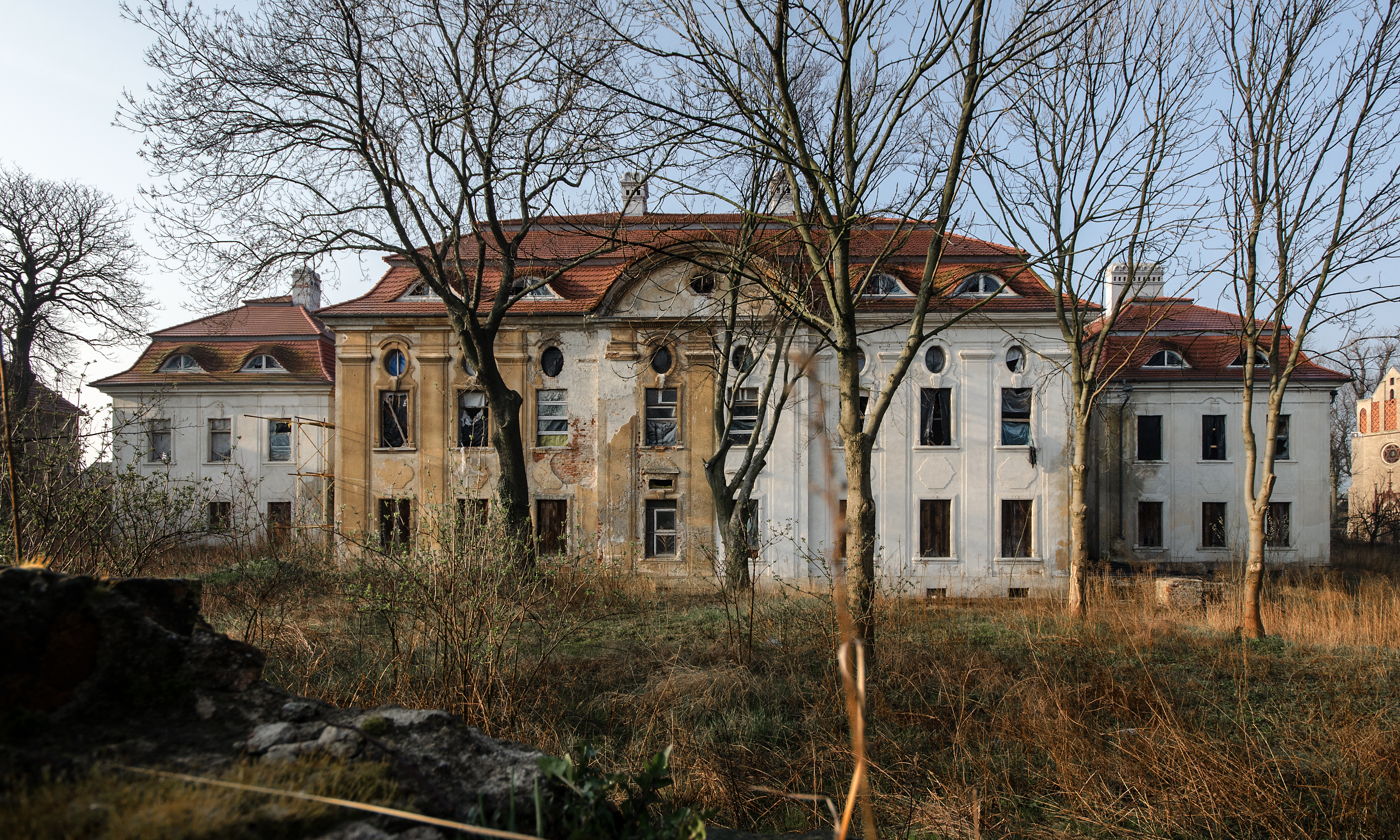
Pałac w Małuszowie